# Holcobius
Holcobius là một chi bọ cánh cứng thuộc họ Ptinidae.

## Các loài
Có 14 loài được ghi nhận trong chi Holcobius:
- Holcobius affinis Perkins, 1910 i c g
- Holcobius diversus Perkins, 1910 i c g
- Holcobius frater Perkins, 1910 i c g
- Holcobius glabricollis Sharp, 1881 i c g
- Holcobius granulatus Sharp, 1881 i c g
- Holcobius haleakalae Perkins, 1910 i c g
- Holcobius hawaiiensis Perkins, 1910 i c g
- Holcobius insignis Perkins, 1910 i c g
- Holcobius minor Sharp, 1881 i c g
- Holcobius mysticus Perkins, 1910 i c g
- Holcobius pikoensis Ford, 1955 i c g
- Holcobius simplex Perkins, 1935 i c g
- Holcobius simulans Perkins, 1910 i c g
- Holcobius major Perkins, 1910 i c g

Data sources: i = ITIS, c = Catalogue of Life, g = GBIF, b = Bugguide.net